# Parque Rodó
Parque Rodó es un barrio del departamento de Montevideo. Toma su nombre del parque homónimo que ocupa un importante sector del barrio.

## Historia
La Playa Ramírez debe su nombre al antiguo saladero de José Ramírez Pérez, empresario del que descienden numerosos hombres públicos.
Otro empresario estrechamente vinculado al desarrollo inmobiliario de este barrio fue Francisco Piria, por ser el principal del Banco de Crédito Real Uruguayo, el cual en 1889 inició la venta en remate del nuevo barrio “Porteño”, el actual Parque Rodó.

## Características

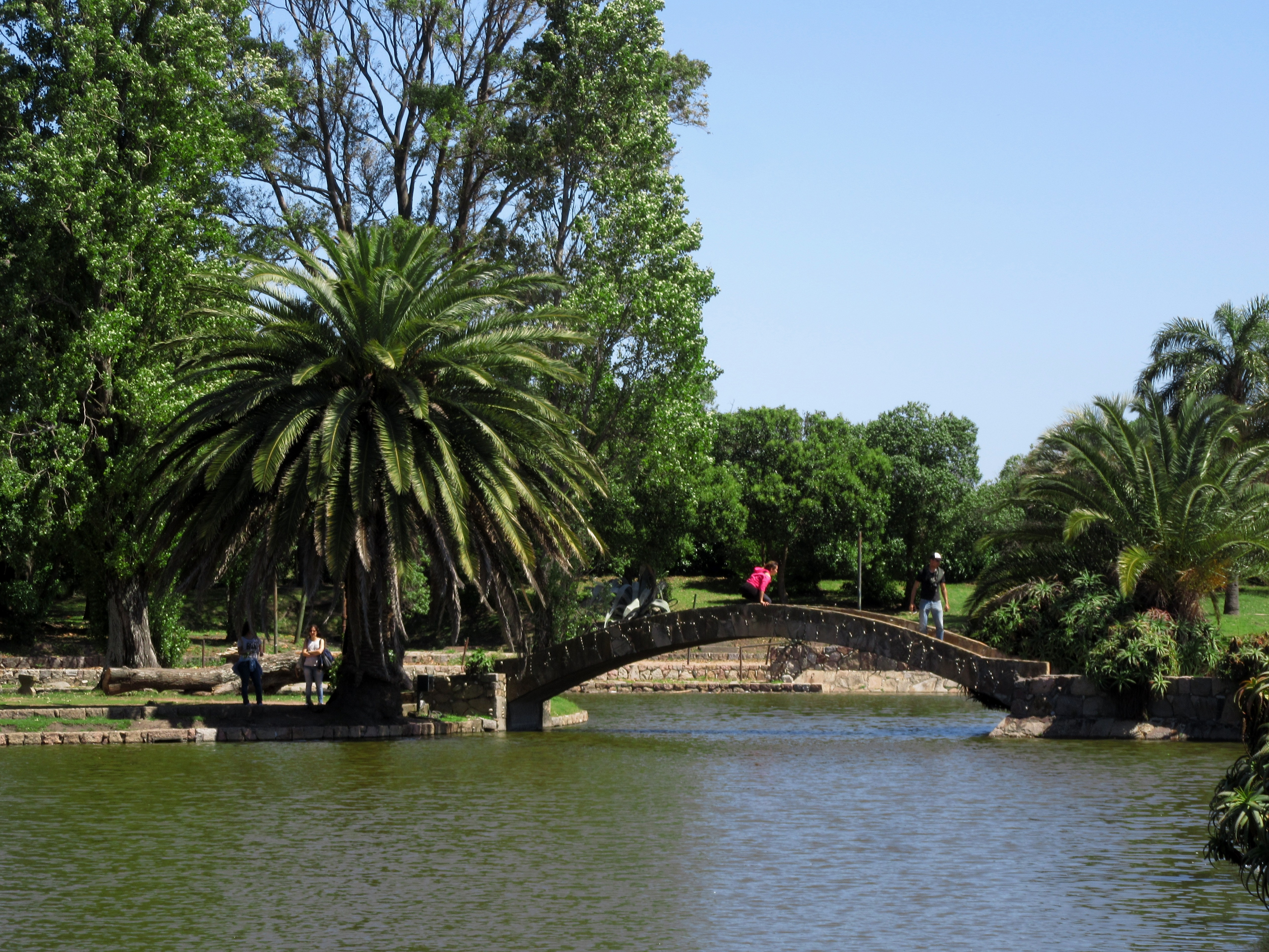
Lago de las canteras del Parque José Enrique Rodó.

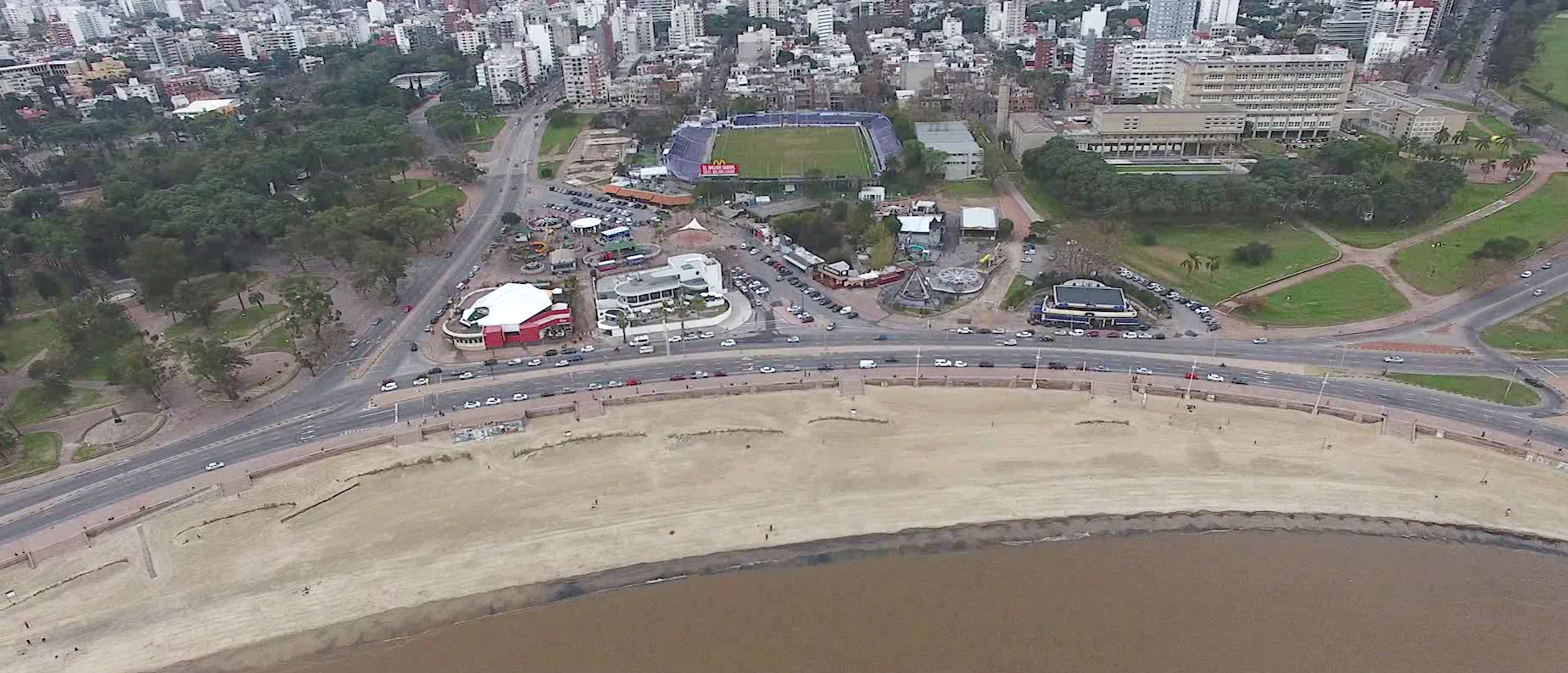
Parque Rodó, toma aérea, Montevideo, Uruguay

Se encuentra a pocos minutos del Centro, y junto a la costa del Río de la Plata. Allí, sobre la Rambla Presidente Wilson, se encuentra el Teatro de Verano, denominado Ramón Collazo, un escenario popular muy concurrido durante las largas celebraciones del carnaval montevideano.
Otro edificio muy significativo es el ex Parque Hotel y actual edificio sede del Mercosur. Junto al parque se encuentra el Estadio Luis Franzini, propiedad del club Defensor Sporting. Otros edificios importantes son el Museo Nacional de Artes Visuales, la Facultad de Arquitectura, Diseño y Urbanismo y la Facultad de Ingeniería.
El Gran Premio de Montevideo de automovilismo se disputa en este barrio sobre la rambla, rodeando las Canteras del Parque Rodó y el parque.
Merece una mención aparte el Barrio Jardín, ubicado entre la calle 21 de Setiembre, bulevar Artigas y bulevar España.

## Referencias

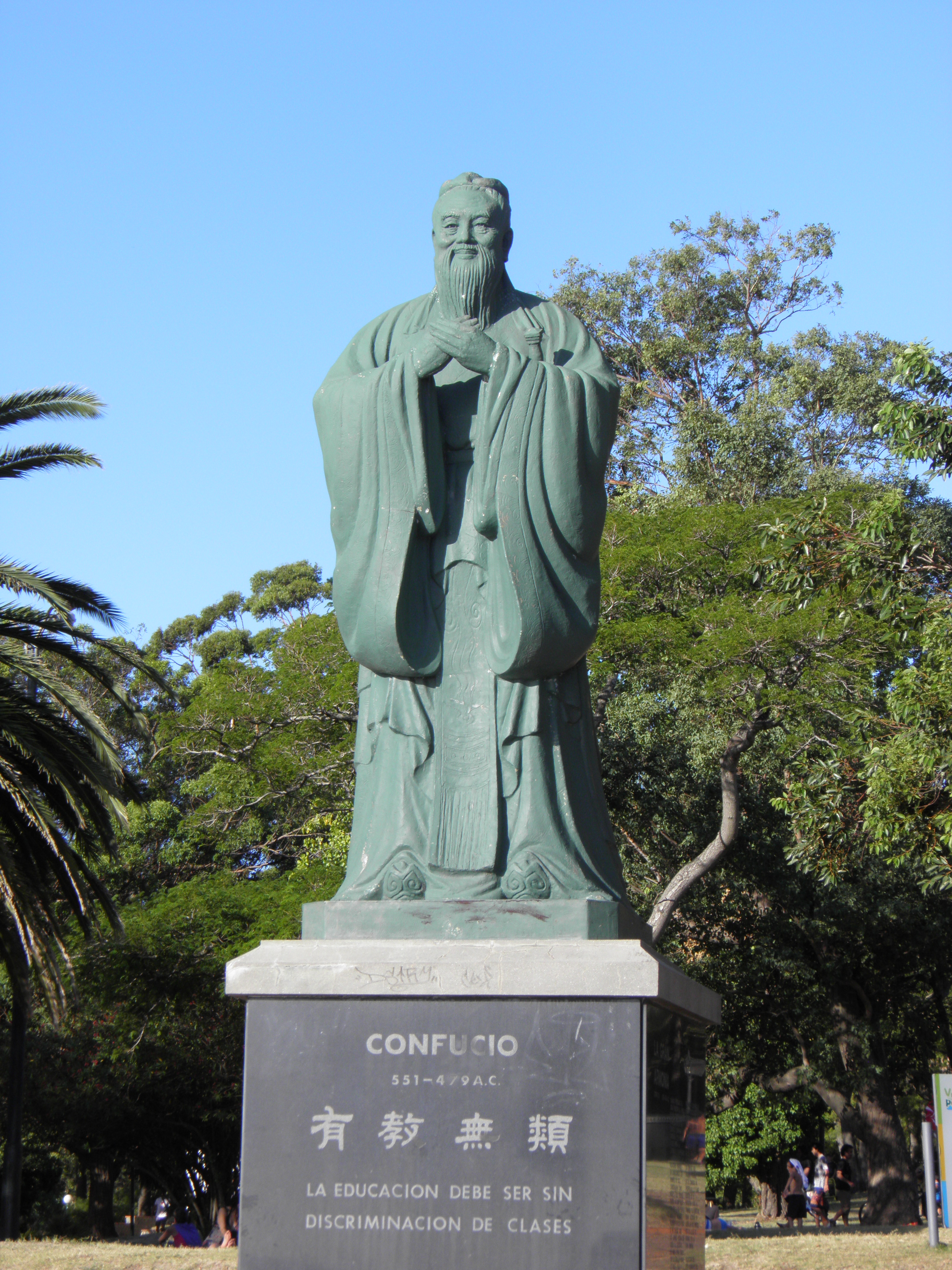
Monumento a Confucio instalado en Parque Rodó